# Clitore
Clitore (in greco antico: Κλείτωρ?, Klèitōr) è un personaggio della mitologia greca. Fu un re d'Arcadia ed eponimo fondatore della città di Clitore.

## Genealogia
Figlio di Azano e di Ippolita (figlia di Dessameno).  
Non sono noti nomi di spose o progenie.

## Mitologia
Una volta succeduto al padre divenne il re più potente dell'Arcadia. Crebbe nella città di Licosura prima di fondare la città che portò il suo nome. 

Non avendo eredi diretti, dopo la sua morte fu succeduto da Epito.
Esisteva anche un fiume suo omonimo.